# Noordwest-Delhi
Noordwest-Delhi is een district van het Indiase Nationaal Hoofdstedelijk Territorium van Delhi. In 2001 telde het district 2.847.395 inwoners op een oppervlakte van 440 km². Bij een herindeling in 2012 werden de grenzen van Noordwest-Delhi echter sterk gewijzigd toen een groot deel van het grondgebied naar Noord-Delhi werd overgeheveld.

## Plaatsen
Het district bestaat qua inwoneraantal voor het grootste deel uit de gemeente Delhi. De volgende plaatsen met meer dan 20.000 inwoners (2001) vallen buiten de gemeente Delhi:
- Begum Pur
- Pooth Kalan
- Kirari Suleman Nagar
- Sultan Pur Majra